# 肖恩·希金斯
肖恩·马里耶勒·希金斯（英語：Sean Marielle Higgins，1968年12月30日—），美国NBA联盟前职业篮球运动员。他在1990年的NBA选秀中第2轮第54顺位被圣安东尼奥马刺选中。